# Retrat d'un cavaller (El Greco, Museu del Prado)
El Retrat d'un cavaller, del Museu del Prado és una obra d'El Greco, catalogada per Harold Wethey amb el número 143 en la seva obra dedicada a aquest artista.

## Anàlisi de l'obra
Oli sobre llenç; 64 x 51 cm.; 1600-1605; Museu del Prado, Madrid.
Signat amb lletres cursives gregues, sobre l'espatlla esquerra: δομήνικος Θεοτοκóπουλος εποíει (doménikos theotokópoulos e`poíei)
La pinzellada suau i il·lusionista suggereig una data d'execució entre 1600 i 1605, lleugerament anterior a la del Retrat de Jerónimo de Cevallos. Les dues obres són notables, tant per la seva tècnica com per la tendresa de l'expressió.
El cavaller és representat segons la fórmula normalitzada per El Greco: de mig cos, vestit de negre, amb un ample i dens escarolat, sobre un fons obscur. El mestre cretenc utilitza finíssimes pinzellades, sobreposades sobre un sòlid modelatge, que construeix totes les formes amb les tensions pertinents. Per exemple, hi ha un notable contrast entre entre l'acabat del nas i la tersa duresa del front, Cal remarcar que, tot i que la mirada del cavaller és franca, no és tanmateix gens agressiva.

## Procedència
- Col·lección Reial (col·lección de Felip V)
- Quinta del duque del Arco, El Pardo-Madrid, decimotercia pieza de verano, 1745, [núm. 412]
- Quinta del duque del Arco, pieza duodécima, 1794, núm. 367).